# Viktor Lederer (Musikschriftsteller)
Viktor Lambert Lederer (* 7. Oktober 1881 in Prag; † 12. Oktober 1944 bei der Deportation aus dem Ghetto Theresienstadt in das Konzentrationslager Auschwitz ) war ein österreichischer Musikschriftsteller und Journalist.

## Leben
Lederer beendete 1904 sein Jura- und sein Philologiestudium an der Karlsuniversität in Prag. Zusätzlich hatte er bei Otakar Ševčík eine Geigerausbildung durchlaufen. Aufgrund eines Nervenleidens konnte er den Weg des Berufsmusikers nicht einschlagen. Er promovierte zum Dr. jur. und auch zum Dr. phil.
Er wurde Musikredakteur des Prager Tagblattes. Von 1904 bis 1907 arbeitete er als Musikredakteur bei den Leipziger Neuesten Nachrichten. 1907 siedelte er nach Wien über und leitete zeitweise die Musikliterarischen Blätter. Ab 1932 arbeitete er als Korrespondent verschiedener Zeitungen in Prag.
Lederers Werk Über Heimat und Ursprung der mehrstimmigen Tonkunst (Leipzig 1906) geht von einem bedeutenden Einfluss einer alten keltischen Musikkultur ab dem 15. Jahrhundert auf die Entwicklung der europäischen Musik aus.
Lederer veröffentlichte teilweise unter dem Pseudonym Siegward Gerber.
Lederer wurde am 18. August 1944 aus Prag in das Lager Theresienstadt verschleppt. Während des Deportationstransports (Eq am 12. Oktober 1944) vom Ghetto Theresienstadt in das Konzentrationslager Auschwitz starb er.